# Eupoa hainanensis
Eupoa hainanensis is een spinnensoort in de taxonomische indeling van de springspinnen (Salticidae).
Het dier behoort tot het geslacht Eupoa. De wetenschappelijke naam van de soort werd voor het eerst geldig gepubliceerd in 1997 door Peng & Joo-Pil Kim.